# Times Three: Selected Verse From Three Decades
Times Three: Selected Verse From Three Decades – tomik amerykańskiej poetki Phyllis McGinley, opublikowany w 1960, wyróżniony Nagrodą Pulitzera w dziedzinie poezji za 1961.